# Liên hoàn tấn
Liên hoàn tấn là bài tập đầu tiên của môn sinh môn phái Lam Sơn Căn Bản khi môn sinh bắt đầu bước vào luyện tập. Nó có thể xem như là một bài khởi quyền, nó là sự kết hợp của 12 thế tấn cơ bản và một số thế phụ, ngọn đá khác. Với bài này, môn sinh sẽ làm quen với các thế tấn, và hoàn thiện kỹ thuật quyền, cước, bộ pháp di chuyển,...

## Các thế tấn cơ bản trong bài này gồm
1. - Trung bình tấn
  - Mã tấn
  - Đinh tấn
  - Hổ tấn
  - Hầu tấn
  - Trảo tấn
  - Phượng tấn
  - Kê tấn
  - Xà tấn
  - Long tấn
  - Hạc tấn
  - Quy tấn

(Xin lưu ý: Do đặc thù riêng nên nhiều thế tấn của môn phái có thể trùng tên với các thế tấn của môn phái khác nhưng vẫn có sự khác biệt)

## Một số thế phụ chuyển khác
1. - Mã thượng
  - Kim mô
  - Trung thủ
  - Trung tọa
  - Bàng thủ

## Một số ngọn cước trong bài
Trong bài này có 3 ngọn cước cơ bản:
1. - Song phi hồ điệp cước
  - Bàn long cước
  - Tạt phong cước